# Summis desiderantes affectibus
Summis desiderantes affectibus je název papežské buly Inocence VIII., vydané 5. prosince 1484. Jedná se o první papežský dokument, který vyšel tiskem. Svým dosahem zapůsobila na propuknutí honů na čarodějnice v novověké Evropě.

## Vznik buly
Heinrich Kramer si coby inkvizitor (v německých zemích nevalné pověsti) stěžoval papeži, že jej ostatní kněží nijak nepodporují v jeho úsilí vypořádat se s čarodějnictvím. Papež, který se čarodějnictví obával, ochotně obdařil Kramera bulou a zároveň žádal dominikána Jakoba Sprengera, aby Kramerovi v jeho práci pomáhal; jejich společné dílo bula doporučuje a rozšiřuje jejich pravomoci coby inkvizitorů.
Papež v bule, oproti předchozím vyjádřením a církevnímu zákonodárství, které se k čarodějnictví stavělo jako k pověře a čemusi, co se nezakládá na pravdě, upozorňuje na nebezpečí čarodějnictví v Německu. Bulou papež výslovně ruší všechna předchozí nařízení ve věci obou inkvizitorů, a doporučuje štrasburskému arcibiskupovi namátkové zpřísňování rozsudků inkvizičních tribunálů. Papež též vypočítává četné údajné zločiny čarodějnic. Dle katolického historika bula přispěla k tomu, aby se už tak dost vžitá epidemie čarodějnických procesů dále šířila. „Papež místo toho, aby vykořeňoval středověkou pověrčivost, ještě ji podněcoval." Každá pochybnost o realitě čarodějství, jak bylo v bule Inocence VIII. popsáno, byla jako heretická trestána.
Bula se stala ostrou municí v rukou lovců čarodějnic a stala se také ideologickým základem pro Kramerovu a Sprengerovu knihu Malleus maleficarum (Kladivo na čarodějnice), vydanou o dva roky později. Kramer se Sprengerem ji uvedli jako dobrozdání pro svou knihu, byť k tomuto účelu sloužit neměla.

## Význam buly
Ačkoli tento dokument podporuje pouze inkvizitory Institorise a Sprengera poslané do Německa, a je místně ohraničen, sloužil po celá staletí jako reprezentativní a oficiální potvrzení toho, že každý, kdo přivedl kouzelníka či čarodějnici na hranici, prokazuje církvi a Bohu velkou službu.
Úryvek z formálního závěru buly (podobné formulace byly tehdy ve více papežských dokumentech), který legitimizuje inkvizitorskou činnost autorů Kladiva:
… Všichni, kdož je budou obtěžovati, všichni rebelanti, kteří by se jim chtěli vzpírati a jakkoliv jim brániti, ať již mají jakékoliv hodnosti, … nechť jsou stiženi klatbou, ortely a zákazy a tresty. … Nikomu není dovoleno proti tomuto nařízení jednat. Kdyby se toho někdo odvážil, nechť ví, že na sebe přivolá hněv všemohoucího Boha i hněv jeho svatých apoštolů Petra a Pavla.
Inocenc VIII. měl být údajně zděšen tím, co se v několika severních oblastech Německa (diecéze Mohuč, Kolín nad Rýnem, Trevír a Salcburk) událo a podivoval se nad tím, že někdo může tolik lidí obojího pohlaví, kterým se přičítá moc ďáblů a démonů, obviňovat, že by zkazil tolik dobytka, zahrad a vinic. Tento papežův žalozpěv je vykládán zpočátku existujícím obecným odporem proti teroru čarodějnických tribunálů, jeho naturelu a stylu života ovšem příliš neodpovídá.